# Tour de Pologne 2014 – 1. etap
1. etap kolarskiego wyścigu Tour de Pologne 2014 odbył się 3 sierpnia. Start etapu miał miejsce na placu Solidarności w Gdańsku, zaś meta przy ul. Michała Ogińskiego w Bydgoszczy. Etap liczył 226 kilometrów.

## Premie
Na 1. etapie były następujące premie:
| Rodzaj | Rodzaj            | Miejscowość     | Kilometry (od startu) | Kilometry (do mety) |
| ------ | ----------------- | --------------- | --------------------- | ------------------- |
|        | Specjalna         | Pruszcz Gdański | 2,5 km                | 223,5 km            |
|        | Specjalna         | Malbork         | 47,5 km               | 178,5 km            |
|        | Lotna             | Kwidzyn         | 86,1 km               | 139,9 km            |
|        | Lotna             | Unisław         | 171,8 km              | 54,2 km             |
|        | Górska (III kat.) | Bydgoszcz       | 210,4 km              | 15,6 km             |

### Wyniki
| Specjalna – Pruszcz Gdański |                 |        |        |
| Miejsce                     | Zawodnik        | Zespół | Punkty |
| 1.                          | Matthias Krizek | CAN    | 1      |

| Specjalna – Malbork |              |        |        |
| Miejsce             | Zawodnik     | Zespół | Punkty |
| 1.                  | Kamil Gradek | POL    | 1      |

| Górska – Bydgoszcz |                  |        |        |
| Miejsce            | Zawodnik         | Zespół | Punkty |
| 1.                 | Maciej Paterski  | CCC    | 3      |
| 2.                 | Jimmy Engoulvent | EUC    | 2      |
| 3.                 | Matthias Krizek  | CAN    | 1      |

| Lotna – Kwidzyn |                  |        |        |
| Miejsce         | Zawodnik         | Zespół | Punkty |
| 1.              | Kamil Gradek     | POL    | 3      |
| 2.              | Maciej Paterski  | CCC    | 2      |
| 3.              | Jimmy Engoulvent | EUC    | 1      |

| Lotna – Unisław |                  |        |        |
| Miejsce         | Zawodnik         | Zespół | Punkty |
| 1.              | Jimmy Engoulvent | EUC    | 3      |
| 2.              | Matthias Krizek  | CAN    | 2      |
| 3.              | Kamil Gradek     | POL    | 1      |

## Wyniki etapu
| Miejsce | Zawodnik             | Państwo    | Zespół                               | Czas       | Bon.  | Pkt. |
| ------- | -------------------- | ---------- | ------------------------------------ | ---------- | ----- | ---- |
| 1.      | Jauhienij Hutarowicz | Białoruś   | Ag2r-La Mondiale                     | 5h 47' 50" | –10 s | 20   |
| 2.      | Roman Majkin         | Rosja      | Team RusVelo                         | +0"        | –6 s  | 19   |
| 3.      | Manuele Mori         | Włochy     | Lampre-Merida                        | +0"        | –4 s  | 18   |
| 4.      | Guillaume Boivin     | Kanada     | Cannondale Pro Cycling               | +0"        | —     | 17   |
| 5.      | Marco Haller         | Austria    | Team Katusha                         | +0"        | —     | 16   |
| 6.      | Nikolas Maes         | Belgia     | Omega Pharma-Quick-Step Cycling Team | +0"        | —     | 15   |
| 7.      | Boris Vallee         | Belgia     | Lotto-Belisol                        | +0"        | —     | 14   |
| 8.      | Sebastian Lander     | Dania      | BMC Racing Team                      | +0"        | —     | 13   |
| 9.      | Davide Formolo       | Włochy     | Cannondale Pro Cycling               | +0"        | —     | 12   |
| 10.     | Enrico Gasparotto    | Włochy     | Astana Pro Team                      | +0"        | —     | 11   |
| 11.     | Grzegorz Stępniak    | Polska     | CCC Polsat Polkowice                 | +0"        | —     | 10   |
| 12.     | Gianluca Brambilla   | Włochy     | Omega Pharma-Quick-Step Cycling Team | +0"        | —     | 9    |
| 13.     | Christian Meier      | Kanada     | Orica GreenEdge                      | +0"        | —     | 8    |
| 14.     | Theo Bos             | Holandia   | Belkin Pro Cycling Team              | +0"        | —     | 7    |
| 15.     | Timofiej Krickij     | Rosja      | Team RusVelo                         | +0"        | —     | 6    |
| 16.     | Dominik Nerz         | Niemcy     | BMC Racing Team                      | +0"        | —     | 5    |
| 17.     | Andrey Amador        | Kostaryka  | Movistar Team                        | +0"        | —     | 4    |
| 18.     | Paweł Poljański      | Polska     | Tinkoff-Saxo                         | +0"        | —     | 3    |
| 19.     | Alexis Vuillermoz    | Francja    | Ag2r-La Mondiale                     | +0"        | —     | 2    |
| 20.     | Bartłomiej Matysiak  | Polska     | CCC Polsat Polkowice                 | +0"        | —     | 1    |
| 21.     | Giampaolo Caruso     | Włochy     | Team Katusha                         | +0"        | —     | —    |
| 22.     | Angelo Tulik         | Francja    | Team Europcar                        | +0"        | —     | —    |
| 23.     | Przemysław Niemiec   | Polska     | Lampre-Merida                        | +0"        | —     | —    |
| 24.     | Rafał Majka          | Polska     | Tinkoff-Saxo                         | +0"        | —     | —    |
| 25.     | Oliver Zaugg         | Szwajcaria | Tinkoff-Saxo                         | +0"        | —     | —    |
| 26.     | Marek Rutkiewicz     | Polska     | CCC Polsat Polkowice                 | +0"        | —     | —    |
| 27.     | Paul Martens         | Niemcy     | Belkin Pro Cycling Team              | +0"        | —     | —    |
| 28.     | Pieter Weening       | Holandia   | Orica GreenEdge                      | +0"        | —     | —    |
| 29.     | Warren Barguil       | Francja    | Team Giant-Shimano                   | +0"        | —     | —    |
| 30.     | Damiano Cunego       | Włochy     | Lampre-Merida                        | +0"        | —     | —    |

## Klasyfikacje po 1. etapie

### Klasyfikacja generalna
| Miejsce | Zawodnik             | Państwo   | Zespół                               | Czas       |
| ------- | -------------------- | --------- | ------------------------------------ | ---------- |
|         | Jauhienij Hutarowicz | Białoruś  | Ag2r-La Mondiale                     | 5h 47' 40" |
| 2.      | Roman Majkin         | Rosja     | Team RusVelo                         | +4"        |
| 3.      | Manuele Mori         | Włochy    | Lampre-Merida                        | +6"        |
| 4.      | Maciej Paterski      | Polska    | CCC Polsat Polkowice                 | +8"        |
| 5.      | Matthias Krizek      | Austria   | Cannondale Pro Cycling               | +8"        |
| 6.      | Guillaume Boivin     | Kanada    | Cannondale Pro Cycling               | +10"       |
| 7.      | Marco Haller         | Austria   | Team Katusha                         | +10"       |
| 8.      | Nikolas Maes         | Belgia    | Omega Pharma-Quick-Step Cycling Team | +10"       |
| 9.      | Boris Vallee         | Belgia    | Lotto-Belisol                        | +10"       |
| 10.     | Sebastian Lander     | Dania     | BMC Racing Team                      | +10"       |
| 11.     | Davide Formolo       | Włochy    | Cannondale Pro Cycling               | +10"       |
| 12.     | Enrico Gasparotto    | Włochy    | Astana Pro Team                      | +10"       |
| 13.     | Grzegorz Stępniak    | Polska    | CCC Polsat Polkowice                 | +10"       |
| 14.     | Gianluca Brambilla   | Włochy    | Omega Pharma-Quick-Step Cycling Team | +10"       |
| 15.     | Christian Meier      | Kanada    | Orica GreenEdge                      | +10"       |
| 16.     | Theo Bos             | Holandia  | Belkin Pro Cycling Team              | +10"       |
| 17.     | Timofiej Krickij     | Rosja     | Team RusVelo                         | +10"       |
| 18.     | Dominik Nerz         | Niemcy    | BMC Racing Team                      | +10"       |
| 19.     | Andrey Amador        | Kostaryka | Movistar Team                        | +10"       |
| 20.     | Paweł Poljański      | Polska    | Tinkoff-Saxo                         | +10"       |

### Klasyfikacja punktowa
| Miejsce | Zawodnik             | Państwo  | Zespół                               | Punkty  |
| ------- | -------------------- | -------- | ------------------------------------ | ------- |
|         | Jauhienij Hutarowicz | Białoruś | Ag2r-La Mondiale                     | 20 pkt. |
| 2.      | Roman Majkin         | Rosja    | Team RusVelo                         | 19 pkt. |
| 3.      | Manuele Mori         | Włochy   | Lampre-Merida                        | 18 pkt. |
| 4.      | Guillaume Boivin     | Kanada   | Cannondale Pro Cycling               | 17 pkt. |
| 5.      | Marco Haller         | Austria  | Team Katusha                         | 16 pkt. |
| 6.      | Nikolas Maes         | Belgia   | Omega Pharma-Quick-Step Cycling Team | 15 pkt. |
| 7.      | Boris Vallee         | Belgia   | Lotto-Belisol                        | 14 pkt. |
| 8.      | Sebastian Lander     | Dania    | BMC Racing Team                      | 13 pkt. |
| 9.      | Davide Formolo       | Włochy   | Cannondale Pro Cycling               | 12 pkt. |
| 10.     | Enrico Gasparotto    | Włochy   | Astana Pro Team                      | 11 pkt. |

### Klasyfikacja górska
| Miejsce | Zawodnik         | Państwo | Zespół                 | Punkty |
| ------- | ---------------- | ------- | ---------------------- | ------ |
|         | Maciej Paterski  | Polska  | CCC Polsat Polkowice   | 3 pkt. |
| 2.      | Jimmy Engoulvent | Francja | Team Europcar          | 2 pkt. |
| 3.      | Matthias Krizek  | Austria | Cannondale Pro Cycling | 1 pkt. |

### Klasyfikacja najaktywniejszych
| Miejsce | Zawodnik         | Państwo | Zespół                 | Punkty |
| ------- | ---------------- | ------- | ---------------------- | ------ |
|         | Jimmy Engoulvent | Francja | Team Europcar          | 4 pkt. |
| 2.      | Kamil Gradek     | Polska  | Reprezentacja Polski   | 4 pkt. |
| 3.      | Matthias Krizek  | Austria | Cannondale Pro Cycling | 2 pkt. |
| 4.      | Maciej Paterski  | Polska  | CCC Polsat Polkowice   | 2 pkt. |

### Klasyfikacja drużynowa
| Miejsce | Zespół                               | Państwo           | Czas        |
| ------- | ------------------------------------ | ----------------- | ----------- |
| 1.      | Omega Pharma-Quick-Step Cycling Team | Belgia            | 17h 23' 30" |
| 2.      | Team RusVelo                         | Rosja             | +0"         |
| 3.      | Cannondale Pro Cycling               | Włochy            | +0"         |
| 4.      | Lampre-Merida                        | Włochy            | +0"         |
| 5.      | CCC Polsat Polkowice                 | Polska            | +0"         |
| 6.      | BMC Racing Team                      | Stany Zjednoczone | +0"         |
| 7.      | Ag2r-La Mondiale                     | Francja           | +0"         |
| 8.      | Tinkoff-Saxo                         | Rosja             | +0"         |
| 9.      | Belkin Pro Cycling Team              | Holandia          | +0"         |
| 10.     | Lotto-Belisol                        | Belgia            | +0"         |